# Riccardo Leccese
Riccardo Andrea Leccese (19 de agosto de 1982) es un deportista italiano que compitió en vela en la clase Formula Kite.
Ganó una medalla de plata en el Campeonato Mundial de Formula Kite de 2014 y dos medallas en el Campeonato Europeo de Formula Kite, plata en 2012 y bronce en 2014.

## Palmarés internacional
| \| Campeonato Mundial \| Campeonato Mundial \| Campeonato Mundial \| Campeonato Mundial \| \| Año \| Lugar \| Medalla \| Clase \| \| ------------------ \| ------------------ \| ------------------ \| ------------------ \| \| 2014 \| Estambul (Turquía) \| Medalla de plata \| Formula Kite \| \| Campeonato Europeo \| \| \| \| \| Año \| Lugar \| Medalla \| Clase \| \| 2012 \| La Baule (Francia) \| Medalla de plata \| Formula Kite \| \| 2014 \| ND ( Polonia) \| Medalla de bronce \| Formula Kite \| |                    |                   |              |
| Campeonato Mundial |                    |                   |              |
| Año | Lugar              | Medalla           | Clase        |
| 2014 | Estambul (Turquía) | Medalla de plata  | Formula Kite |
| Campeonato Europeo |                    |                   |              |
| Año | Lugar              | Medalla           | Clase        |
| 2012 | La Baule (Francia) | Medalla de plata  | Formula Kite |
| 2014 | ND ( Polonia)      | Medalla de bronce | Formula Kite |